# Anomala nigrolineata
Anomala nigrolineata es una especie de escarabajo del género Anomala, familia Scarabaeidae. Fue descrita científicamente por Kobayashi en 1987.
Esta especie se encuentra en República de China. 